# Georg Engst

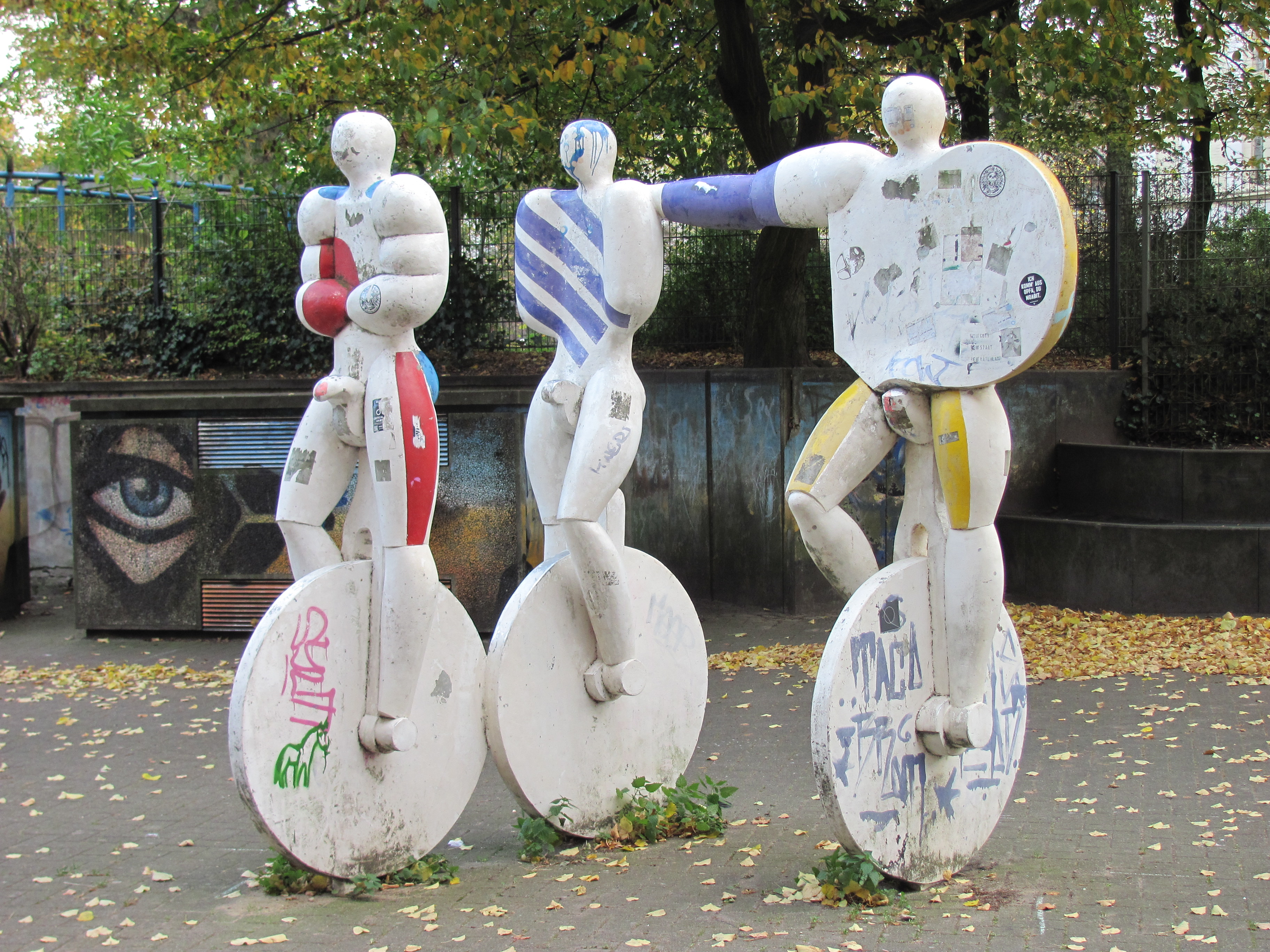
Drei Einradfahrer in der Balance von 1979 in Hamburg-Eimsbüttel

Georg Engst (* 12. Mai 1930 in Hamburg; † 13. Dezember 2021 ebenda) war ein deutscher Bildhauer.

## Leben
Georg Engst machte zunächst eine Lehre als Holz- und Steinbildhauer, bevor er an der Akademie der Bildenden Künste München bei Anton Hiller und an der Hochschule für bildende Künste Hamburg bei Edwin Scharff studierte.
Ab 1956 arbeitete Engst als freier Bildhauer, ab 1967 mit eigenem Atelier in Jersbek bei Bargteheide, wo er einen alten Bauernhof mit zugehörigen Gebäuden umgestaltete. Im Jahr 2020 löste er seine Wohnung und sein Atelier in Jersbek auf und zog zurück nach Hamburg.

## Werk
Engst arbeitete bevorzugt in Holz, Stein und Bronze, aber auch in Aluminium, Beton und Glas. Ein Großteil seines künstlerischen Werks ab Mitte der 1950er Jahre ist abstrakt-geometrisch geprägt, anfangs in Form von Intarsienplatten und Intarsienwänden aus Holz, beispielsweise für einen Auftrag für den Konferenzraum des Landeskirchenamtes in Hannover 1957.
1971 konnte er mit dem Marmorrelief Formen und Flächen im Einklang – eine kubistische Komposition aus kugelabschnitt- und zylinderartigen Formen – einen Wettbewerb um die Gestaltung des Konferenzsaals des Deutschen Kulturinstituts in Madrid (heute Goethe-Institut) für sich entscheiden. Sein Edelstahlbrunnen Rieselsäule (1974) für die HSH Nordbank in der Gerhart-Hauptmann-Passage verschaffte ihm den künstlerischen Durchbruch als Bildhauer. In der Folge konnte Engst eine Reihe von Kunst-am-Bau-Wettbewerben für sich entscheiden, so gestaltete er u. a. 1990
im Auftrag der Bundesbaudirektion Berlin die Eingangshalle der Deutschen Botschaft in Brüssel (Deckenplastik Auffaltung – Entfaltung – Bewegung und Marmorskulptur Bewegung in den Raum). Ein Ensemble aus zwei Bronzeplastiken, einem hydraulischen Brunnen und ein Betonrelief, das er 1981 bis 1982 für die Deutsche Bundesbank Hamburg schuf, wurde 2006 zusammen mit dem Gebäudekomplex von der Freien und Hansestadt Hamburg in das „Verzeichnis der erkannten Denkmäler“ aufgenommen.

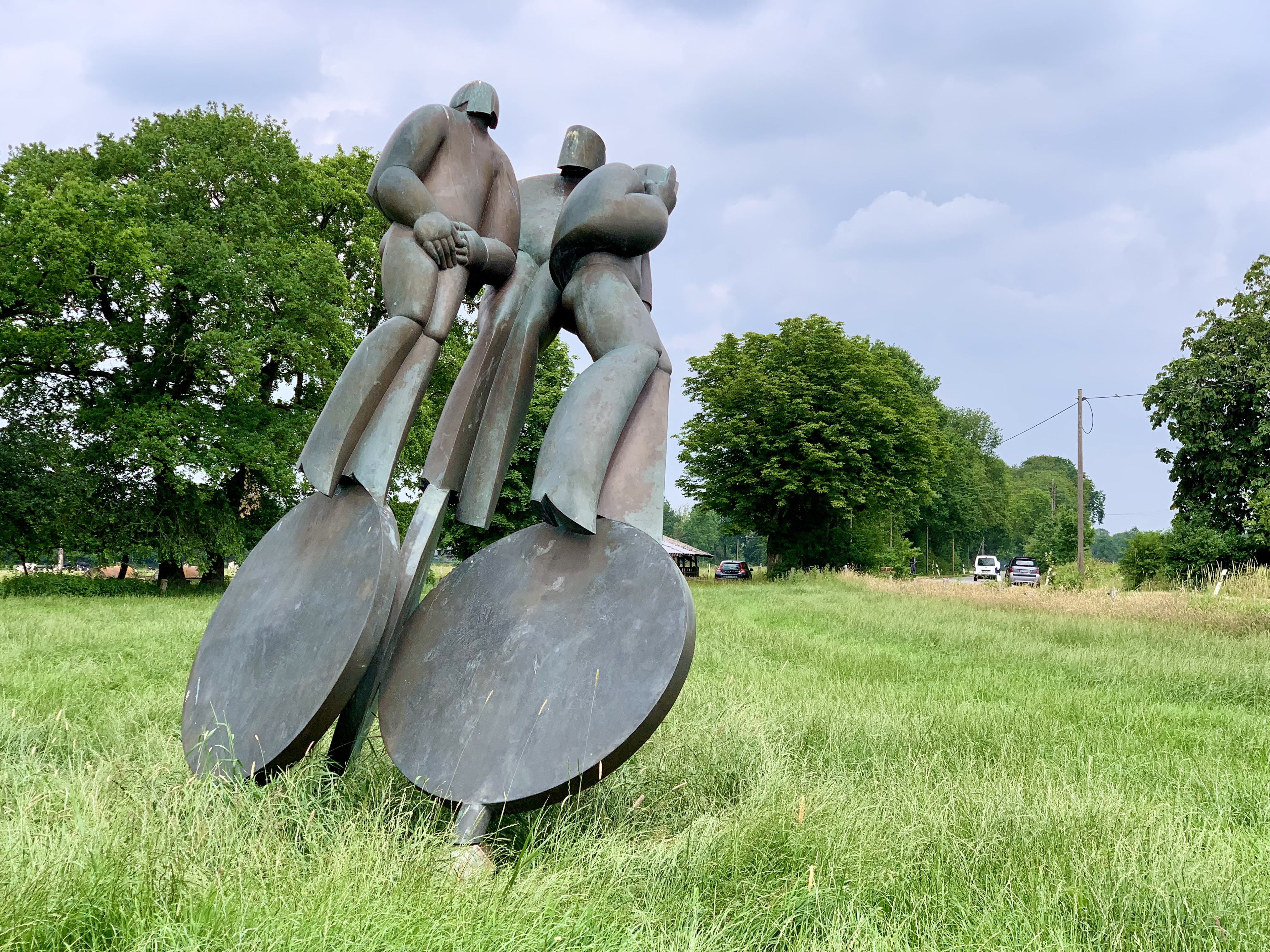
Crash (1993/94)

Bekanntheit erlangte Engst insbesondere durch seine Einradfahrer, die er ab 1965 in zahlreichen Variationen und von unterschiedlichem Abstraktionsgrad schuf.

„Meine Einradfahrer zeigen den Balanceakt, den jeder Mensch ständig vollzieht.“

Den ständigen Balanceakt verstand Engst dabei durchaus auch im metaphorischen, gesellschaftlichen Sinn; er bezog sich dabei auf soziologische und ethologische Schriften, insbesondere des Verhaltensforschers Konrad Lorenz. Entsprechend finden sich in seinem Werk beispielsweise Plastiken, die eine Gruppe von Radfahrern zeigen, die sich gegenseitig stützen, und andere, die sich gegenseitig zu Fall bringen – wie es beispielsweise bei der 5,40 m hohen Bronze Crash von 1993/94 der Fall ist.

## Einzelausstellungen (Auswahl)
- 1960: Plastiken. Gips – Ton – Bronze. Hamburger Kunsthalle
- 1962: Intarsien. München, Bauzentrum
- 2001: Plastiken – Reliefs – Bilder. Mönchehaus Museum für moderne Kunst, Goslar. Großplastik „Crash“ (Bronze) aufgestellt als „Goslar-Skulptur 2001“ auf dem Gelände der Kreisverwaltung
- 2002: Fotoausstellung "Menschen im Museum", Goslar
- 2005: Fotoausstellung "Menschen im Museum", Maritim Hotel, Kiel
- 2007: Fotoausstellung "Menschen im Museum", Kunsthandlung Klose, Hamburg
- 2009: Plastiken und Reliefs. Botanischer Garten der Christian-Albrechts-Universität zu Kiel
- 2009:  Fotoausstellung "Menschen im Museum", Ständehaus, Schloßplatz 1
- 2013:  Fotoausstellung "Menschen im Museum", Hamburger Rathaus
- 2018:  Fotoausstellung "Menschen im Museum", Galerie Sarafand, Henstedt-Ulzburg
- 2020: Generationen der Bildhauerei (zusammen mit Jörg Plickat). Schlossinsel Rantzau, Barmstedt
- 2022: Skulpturensommer Bissee, vertreten mit 8 Skulpturen
- 2022: Fotoausstellung "Menschen im Museum" im Saselhaus, Hamburg

## Werke im öffentlichen Raum (Auswahl)
Etliche seiner Plastiken, meist Bronzen, fanden im öffentlichen Raum Aufstellung, vor allem in Hamburg und Schleswig-Holstein, aber auch in den USA und in Japan.
- Ritterfiguren (1962), Edelstahl, Sandguss. Standort: U-Bahn Station Ritterstr. (U1), Wandsbeker Chaussee Ecke Ritterstr., Hamburg[9]
- Formenspiele I und Formenspiele II (1970), Aluminiumblech, eloxiert, 6 m bzw. 15 m hoch. Kunst am Bau, Auftrag der Hamburger Siedlungs AG (SAGA GWG), Standort: Wohnkomplex in der Charlottenburger Straße, Hamburg-Jenfeld
- Rieselsäule (1974), Brunnen, Edelstahl, 650 cm hoch, 145 cm Durchmesser. Sechs aufeinander gesetzte Zylinder gleichen Durchmessers, aber variierender Höhe. Standort: Gerhart-Hauptmann-Passage, HSH Nordbank. (Nicht erhalten.) Für die Komposition wurde Engst zusammen mit dem Architekten Fritz Rafeiner 1975 mit dem Junior-Preis „Kunst + Architektur“ ausgezeichnet.[10]
- Formen aus dem Aufbau der Kristalle (1975), Corten-Stahl, geschweißt. Mathematisches Institut, Christian-Albrechts-Universität zu Kiel[11]
- Formen im Gleichgewicht (1976), Bronze. Hauptzollamt, Itzehoe[12]
- Sicherheitsschlüssel (1977), Bronze, 275 cm hoch. Wilstedt, auf einer Viehweide an der Wakendorfer Straße[2][13]
- Drei Einradfahrer in der Balance (1979), Aluminium,  260 cm hoch. Staatliche Handelsschule, Else-Rauch-Platz / Lutterothstraße 80, Hamburg-Eimsbüttel
- Drei Einradfahrer in der Balance (1982), Bronze. Jahnschule Holtenau, Sporthalle, Groenhoffweg, Kiel[14]
- Reliefplatte „Drei Bäume“ (1984) für den „Umweltpreis der Wirtschaft“, Bronze. Studien- und Fördergesellschaft der Schleswig-Holsteinischen Wirtschaft (StFG)[15][16]
- Drei Einradfahrer in der Balance (1990), Bronze, 260 cm hoch (ohne Sockel). Hauptverwaltung E.ON Hanse, Quickborn[17]
- Crash (1993/94), Bronze, 540 cm hoch. Wilstedt, auf einer Viehweide an der Wakendorfer Straße[2][13]
- Einradfahrer (1996), Bronze. Ida-Ehre-Schule, Bad Oldesloe
- Mantel (2017), Bronze, 2 m hoch. Die Plastik erinnert an den Widerstandskämpfer und KPD-Politiker Walter Krämer, der im Konzentrationslager Buchenwald als Pfleger arbeitete. Der Mantel weist hinten ein Loch auf; es erinnert daran, dass Krämer 1941 von einem SS-Mann von hinten erschossen wurde. Die Arbeit wurde 2017 auf der Kunstschau „Skulptur in Bissee“ gezeigt.[18]
- Balance. Mönchehaus Museum, Goslar

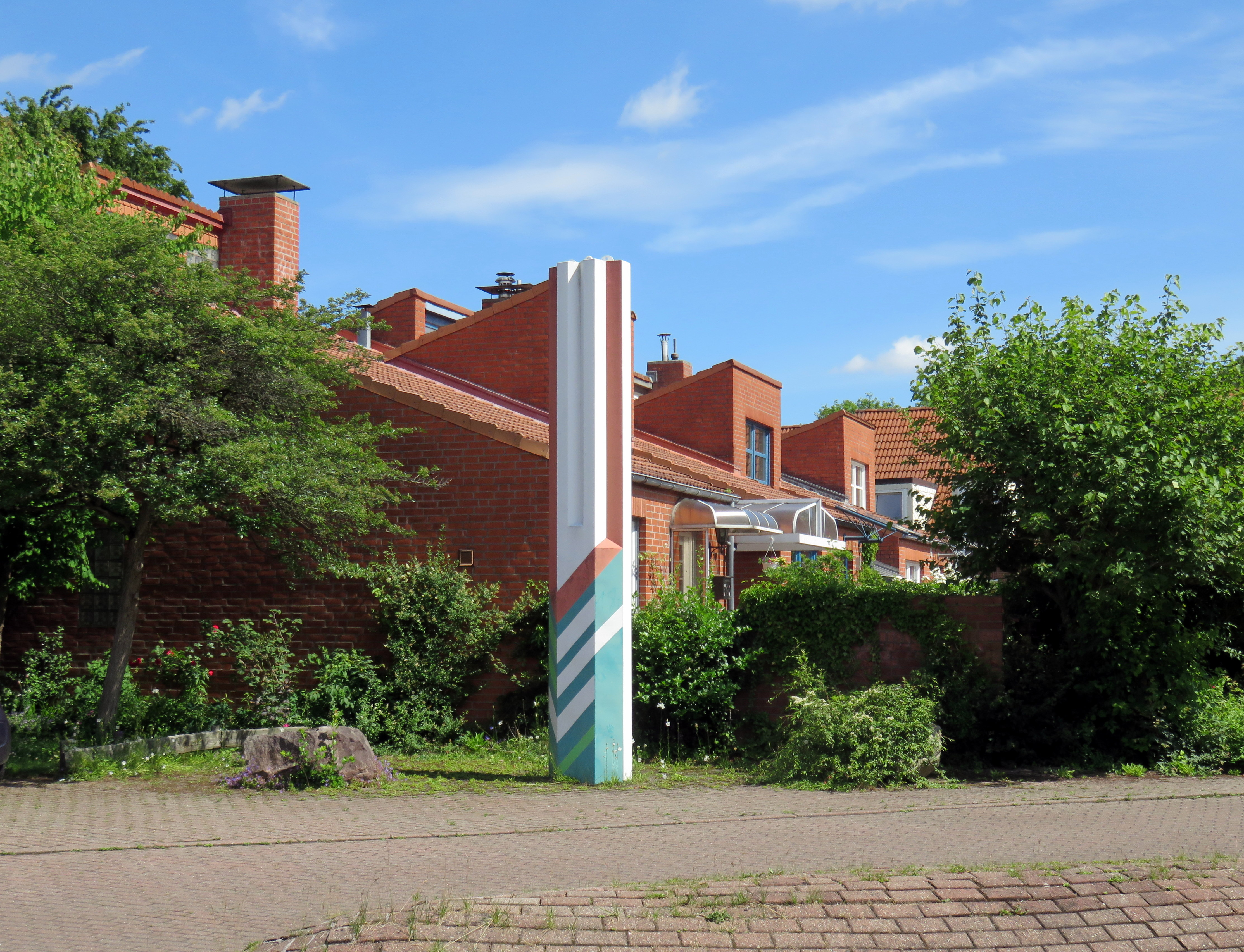
Farbstele (1972), Stahl, geschweißt, farbig gefasst, 500 cm hoch. Standort: Gödersenweg 12, Hamburg-Poppenbüttel. Gefertigt für die Olympiade 1972, wurde das Kunstwerk 1978 anlässlich der Entstehung des Musterhäuser-Wohnquartiers „Hamburg-Bau“ hier aufgestellt. 2005 erneuert.
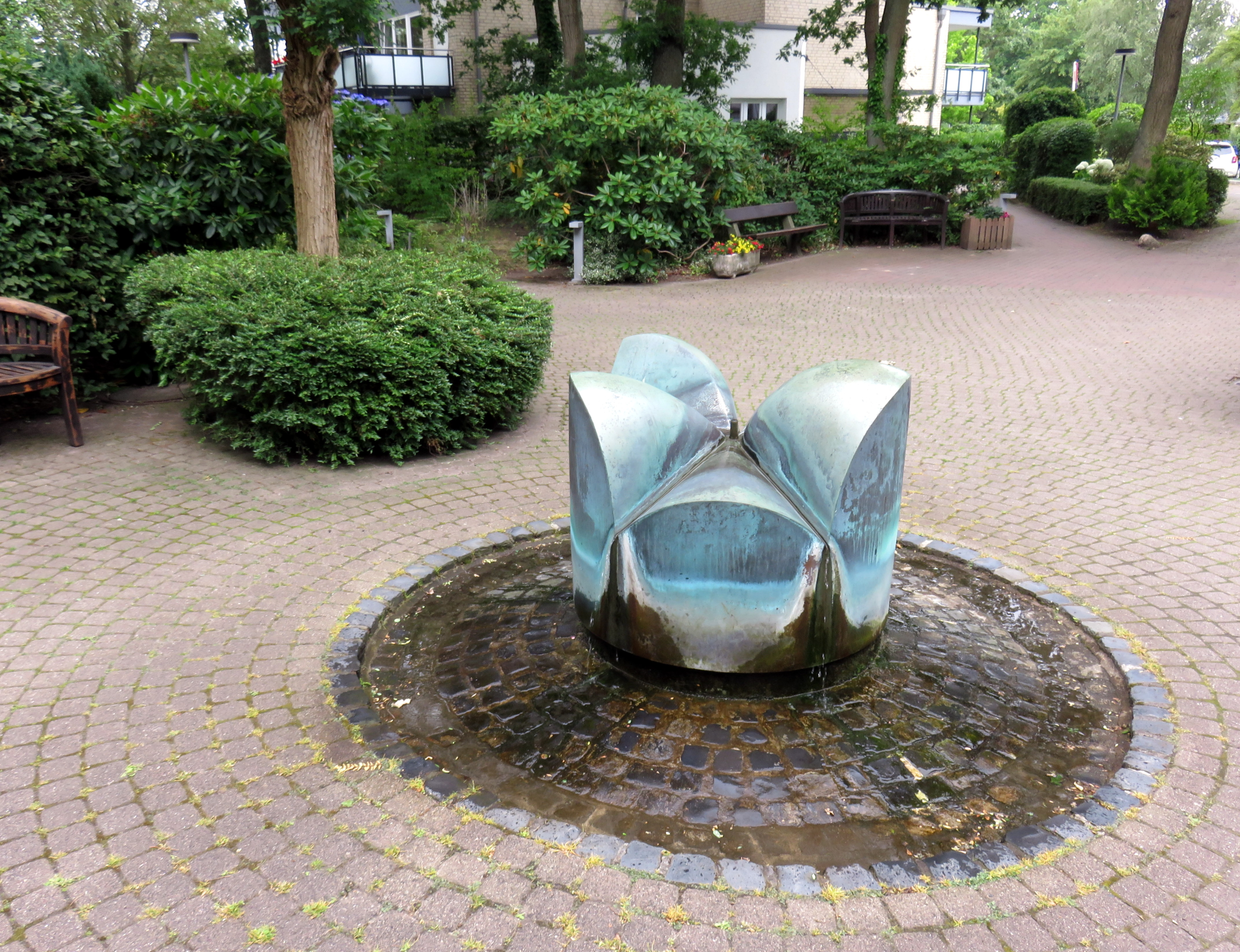
Blütenform (1976), Gartenbrunnen, Bronze, 105 cm hoch. Standort: Saselkoppel 20–22, Hamburg-Sasel
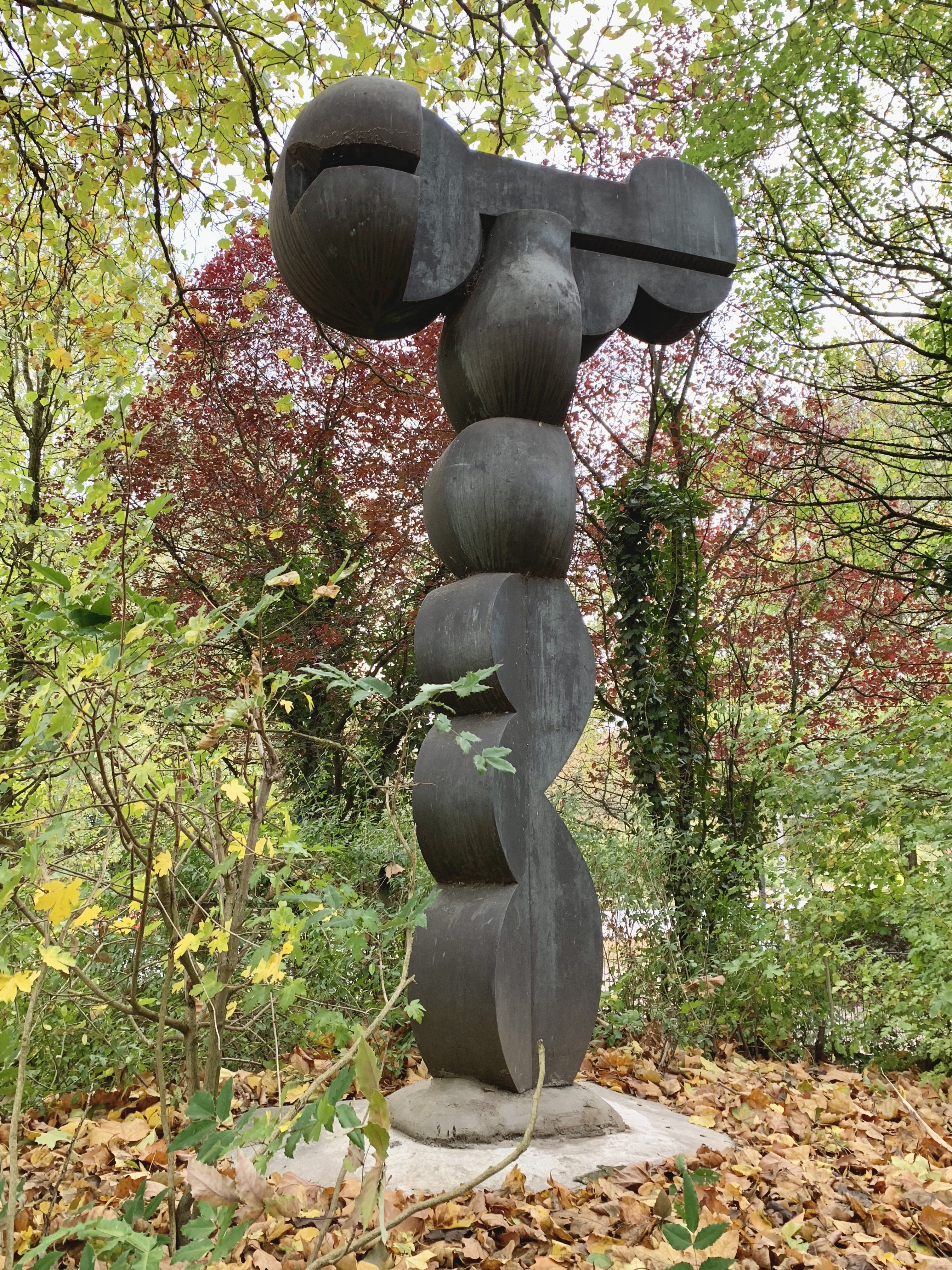
Sicherheitsschlüssel (1977), Bronze, 275 cm hoch. Hamburg-Rahlstedt
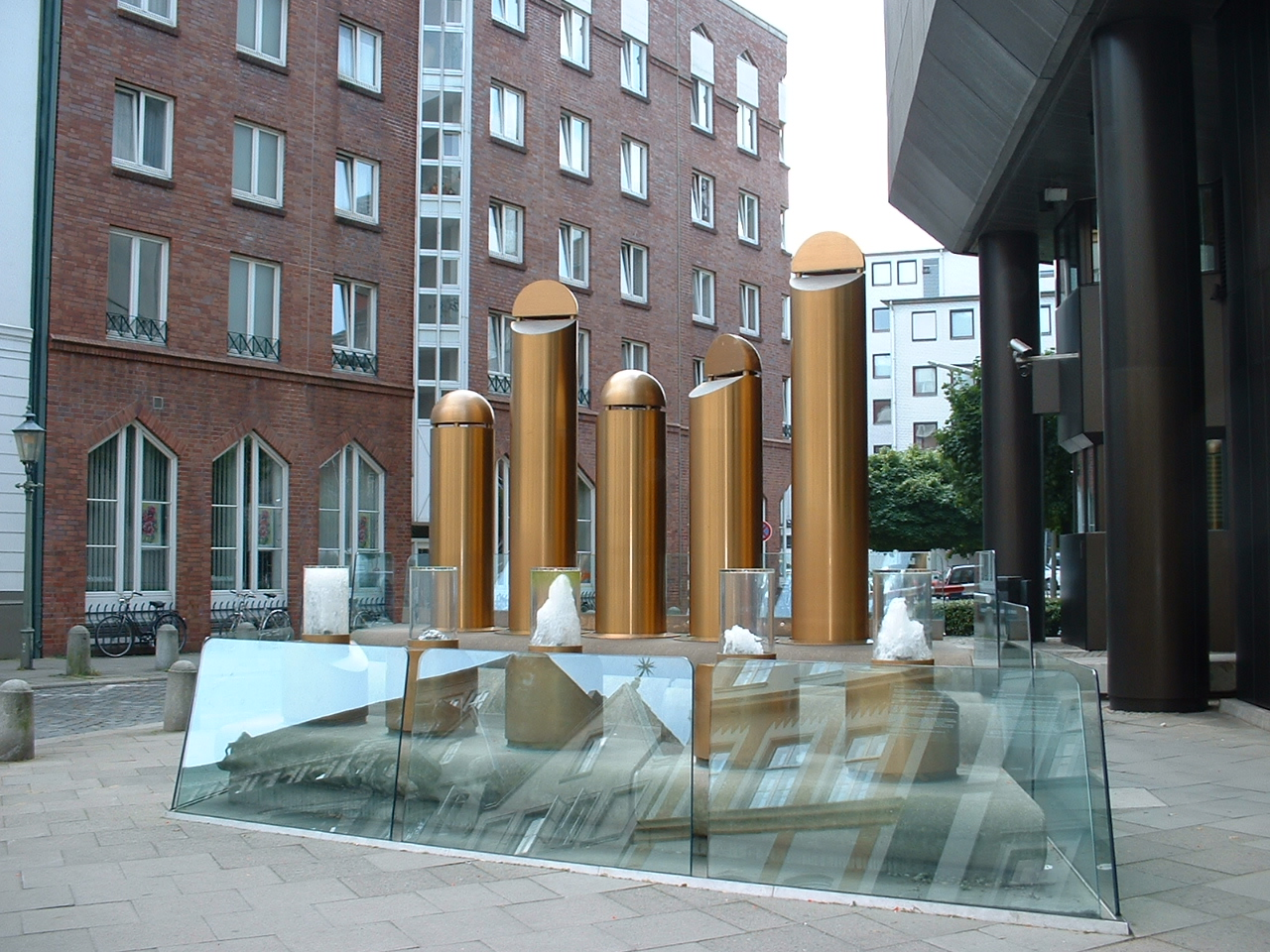
Hydraulischer Brunnen (1981). Kunst am Bau, Deutsche Bundesbank Hamburg, Deichstraße, Hamburg
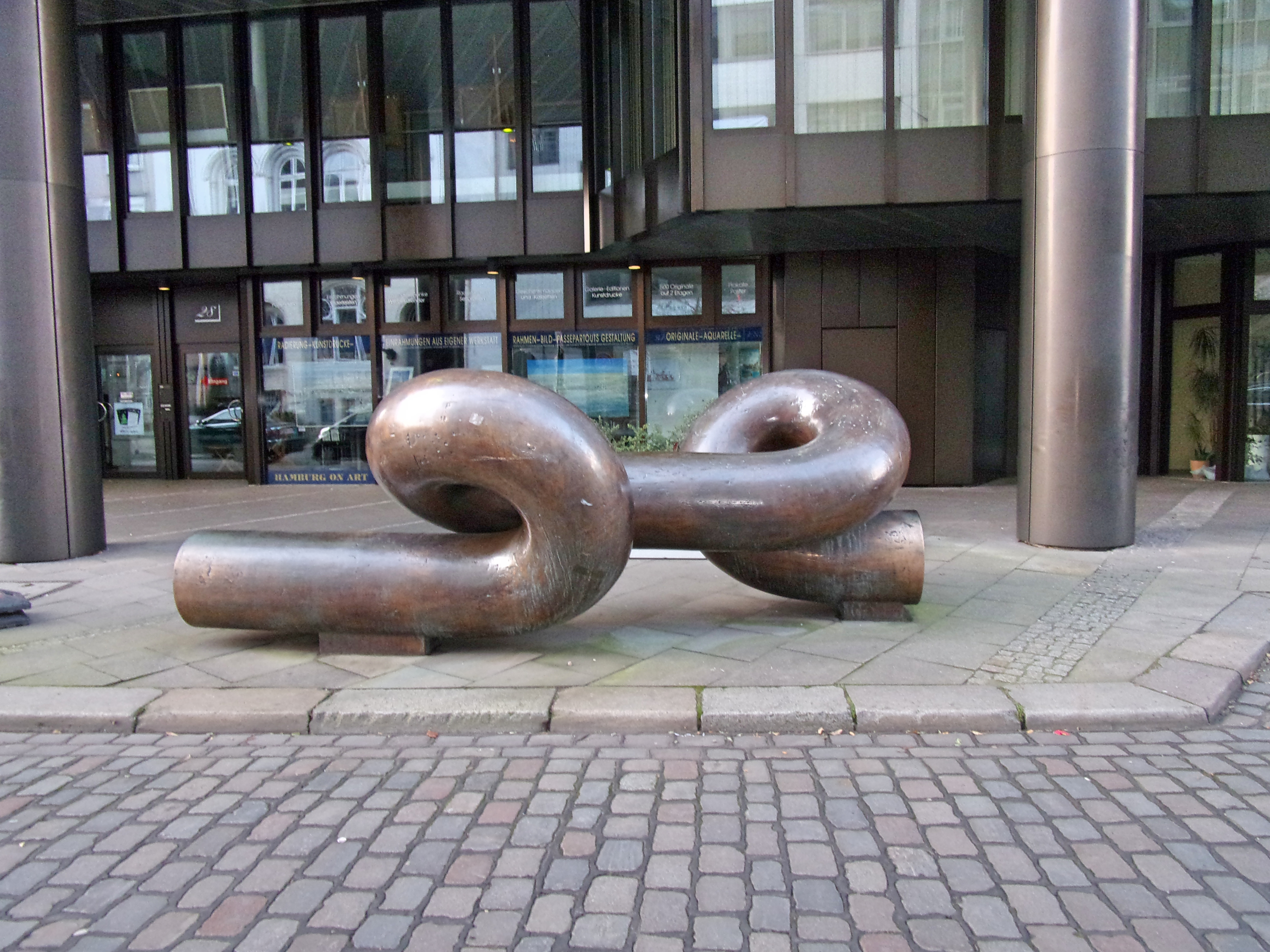
Kleiner Knoten (1981), Bronze, 400 cm lang. Kunst am Bau, Deutsche Bundesbank Hamburg, Deichstraße, Hamburg
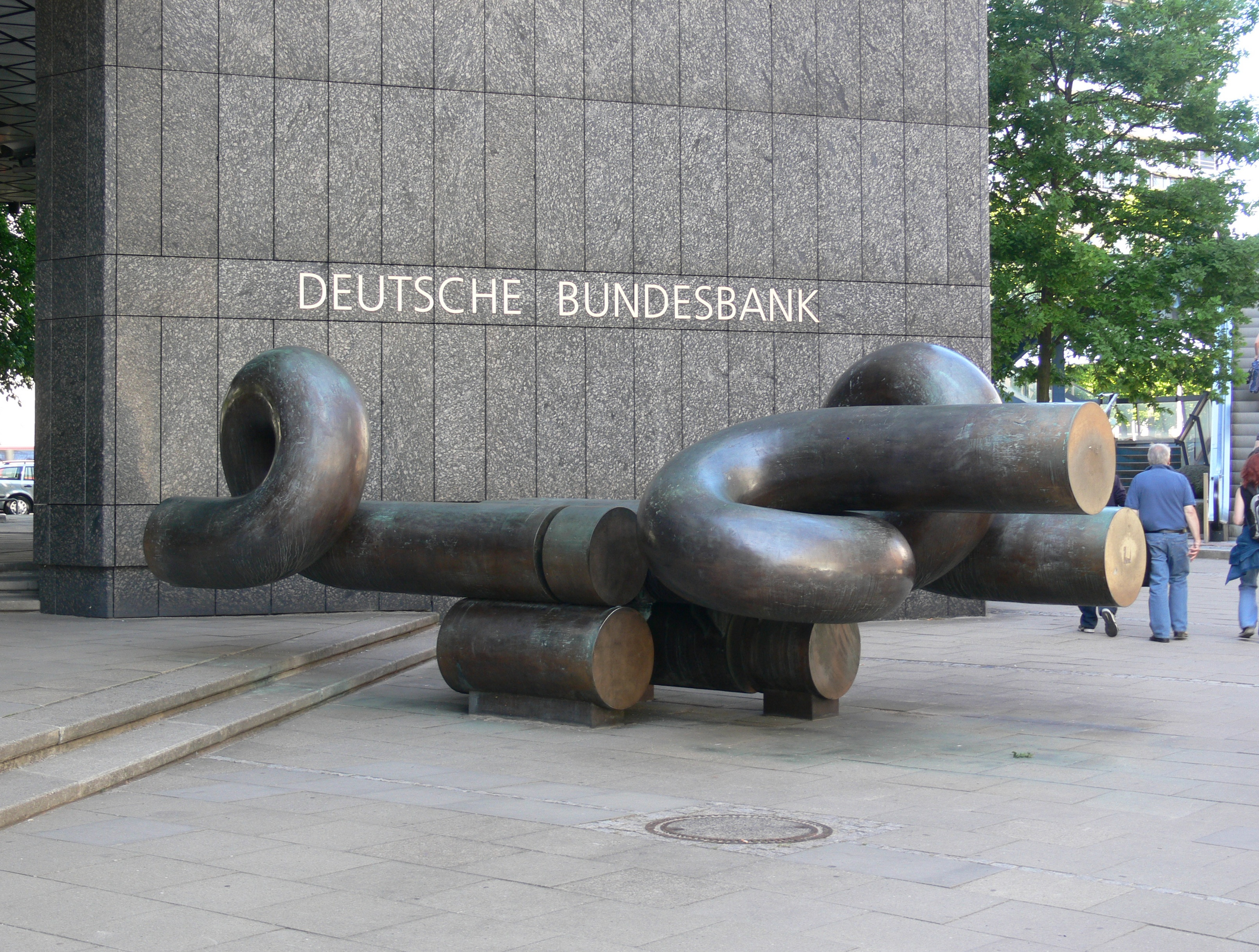
Großer Knoten (1982), Bronze, 600 cm lang. Kunst am Bau, Deutsche Bundesbank Hamburg, Hamburg
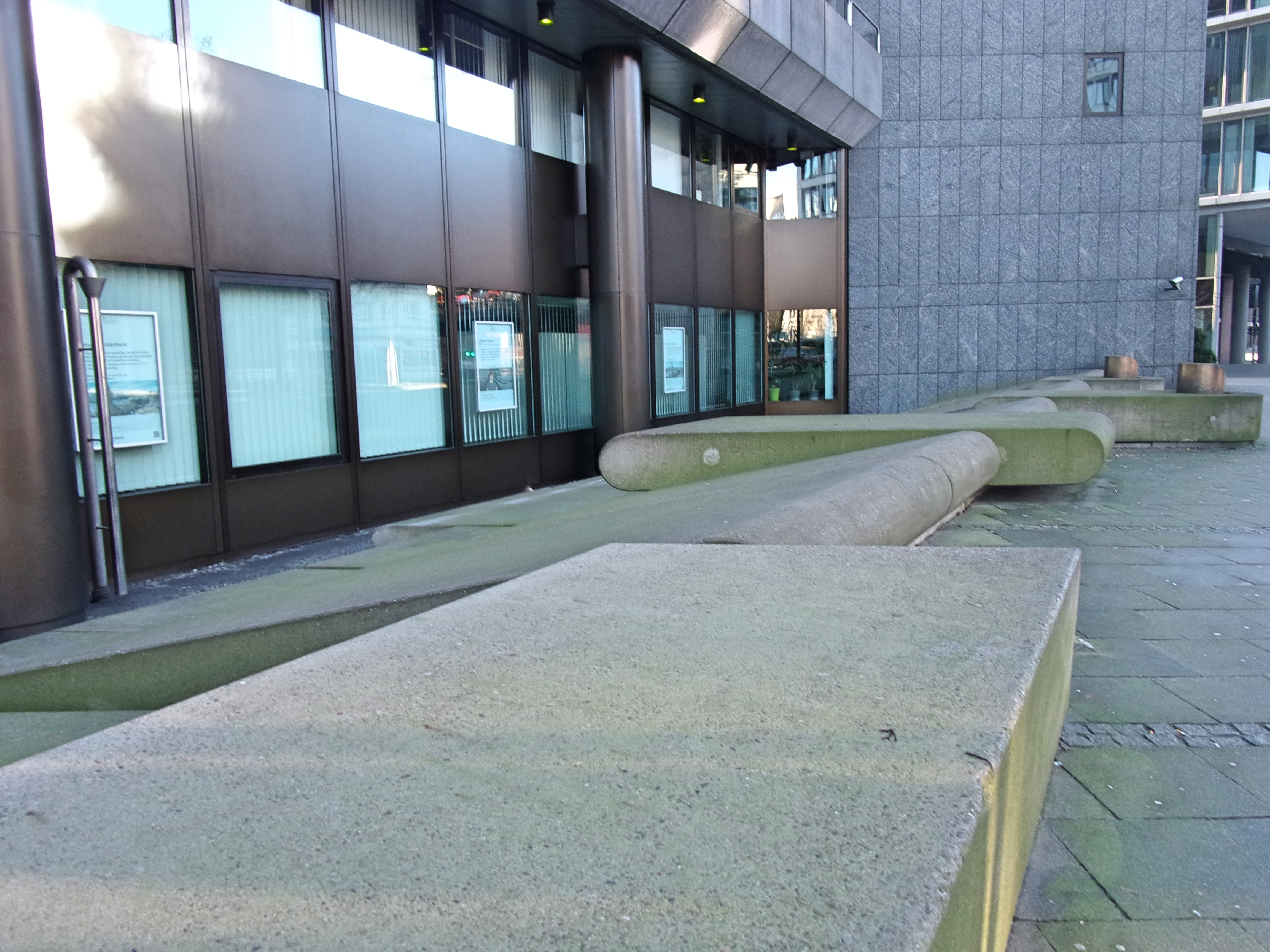
Betonrelief mit Lüftungsöffnungen (1982), Betonguss, ca. 100 m lang. Kunst am Bau, Deutsche Bundesbank Hamburg. Das Bodenrelief entlang der Willy-Brandt-Straße soll das unterschiedliche Bodenniveau, das durch den Hochwasserschutz entstand, im Außenbereich angleichen.
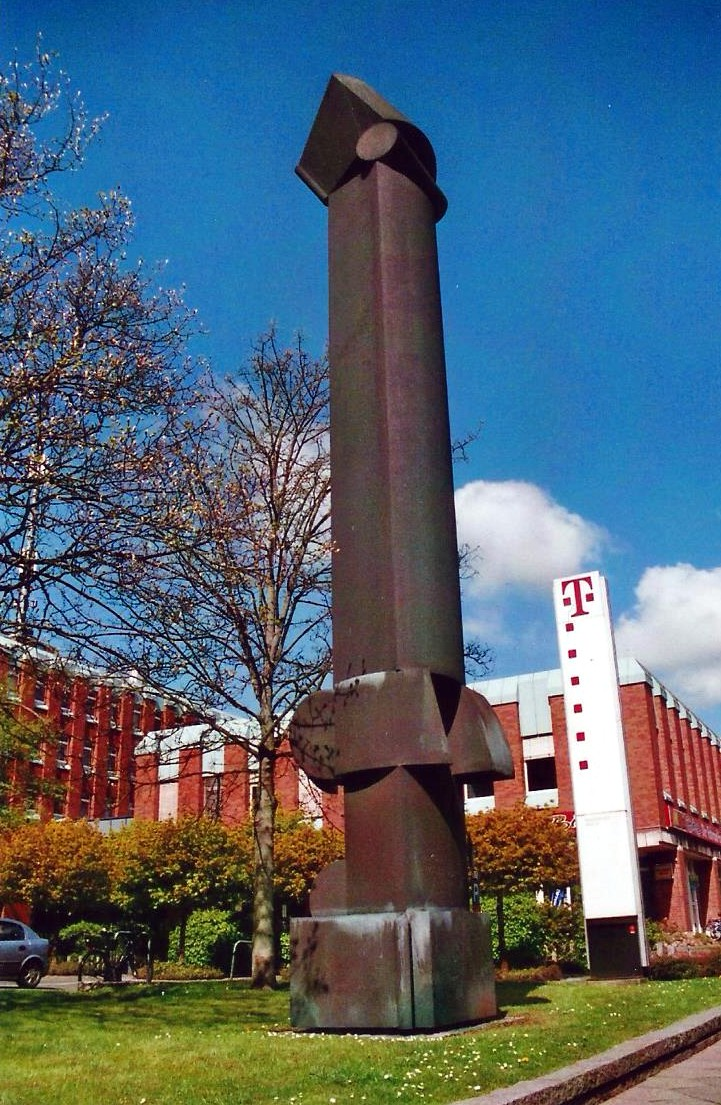
Kreative Stele (1985), Bronze, 12 m hoch. Fackenburger Allee, Lübeck

## Auszeichnungen
- 1975: Junior-Preis „Kunst- und Architektur“ für den Edelstahlbrunnen Rieselsäule (1974) in Hamburg